# Abdellah Hammoudi
Abdellah Hammoudi (né en 1945) est un anthropologue marocain, ethnographe et professeur émérite d'anthropologie à l'Université de Princeton.

## Biographie
Abdellah est né à Kalaat Sraghna en 1945. Il a obtenu une licence en philosophie de la Faculté des Lettres de  l'Université Mohammed V et, en même temps, un diplôme en sociologie de l'Institut de Sociologie. Il a obtenu son doctorat à l'Université Panthéon-Sorbonne en 1977. De 1972 à 1989, il a travaillé comme professeur à l'Institut agronomique de l'Université Mohammed V de Rabat. Avant de se rendre aux États-Unis d'Amérique en tant que professeur invité Faisal en anthropologie à l'Université de Princeton en 1989, il a rejoint définitivement le corps professoral en 1991, poste qu'il a occupé jusqu'à sa retraite le 1er juillet 2016 lorsqu'il a reçu le titre de professeur émérite. Il a été le directeur fondateur et a servi pendant plus de dix ans en tant que directeur de l'Institut de l'Université pour l'Étude Transrégionale du Moyen-Orient Contemporain, de l'Afrique du Nord et de l'Asie Centrale,,,.

## Travaux
- La victime et ses masques: essai sur le sacrifice et la mascarade au Mahgreb, Paris, Éditions du Seuil, 1988
  - The Victim and Its Masks: An Essay on Sacrifice and Masquerade in the Maghreb, Chicago, University of Chicago Press, 1993

Ce livre traite de la pratique de bujlood.
- avec Stuart Schaar, Algeria's Impasse, Princeton, NJ, Center of International Studies, Princeton University, 1995
- Master and Disciple: The Cultural Foundations of Moroccan Authoritarianism, Chicago, University of Chicago Press, 1997 (ISBN 9780226315270, lire en ligne)
- avec Rémy Leveau, Monarchies arabes: transitions et dérives dynastiques, Paris, La Documentation Française, 2002
- Une saison à la Mecque: récit de pélerinage, Paris, Editions du Seuil, 2005
  - A Season in Mecca: Narrative of a Pilgrimage, New York, Hill & Wang, 2006 (ISBN 9780809076093, lire en ligne )
- Being there: the fieldwork encounter and the making of truth, Berkeley, University of California Press, 2009 (lire en ligne)

## Prix
En 1998, il a reçu une bourse Guggenheim de la John Simon Guggenheim Memorial Foundation.
En 2005, il remporte le deuxième Prix Lettre Ulysse Award pour « l'Art du reportage », pour son ouvrage de non-fiction intitulé Une saison à la Mecque : récit de pélerinage,.